# Първомартовци
Първомартовци (на руски: Первома́ртовцы) е събирателно название за 8 революционери, членуващи в организацията „Народна воля“, които планират и извършват убийството на руския монарх Александър II през 1881 г.
Името идва от датата на покушението 1 март стар стил (13 март нов стил) 1881 г., когато отнемат живота на руския император Александър II.
Решението за убийството е взето предварително на съвещание на изпълнителния комитет на организацията. В историографията е възприето с понятието да се обозначават само тези 8 членове на организацията, макар в подготовката и провеждането на акцията да участват и редица други революционери.
Нападението над императора и взривяването на бомбата от Игнати Гриневицки са художествено пресъздадени във филма „Сибирският бръснар“ на известния руски режисьор Никита Михалков.

## Участници
- Андрей Желябов
- София Перовска
- Николай Рисаков
- Николай Кибалчич
- Тимофей Михайлов
- Геся Гелфман
- Николай Саблин